# Bert Sommer
Pour les articles homonymes, voir Sommer.
Bert Sommer, né le 7 février 1949 à Albany dans l'État de New York aux États-Unis, et mort le 23 juin 1990 à Troy dans le même État, est un  musicien folk et compositeur américain. Il participe le 15 août 1969 au festival de Woodstock.

## Biographie
Il débute en 1967 avec le groupe The Left Banke. Il écrit le tube Ivy Ivy/And Suddenly. En 1969, il participe au concert de Woodstock. En 1970, il devient membre de la troupe Hair.
Il meurt le 23 juillet 1990 d'une maladie respiratoire. Sa dernière performance est à Troy le 11 juin 1990, avec son ami Johnny Rabb.